# 赵昭 (1923年)
赵昭（1923年—2004年），河北安国人，中国人民解放军将领、中国人民解放军中将。
毕业于解放军军事学院。1987年，接替郑竹波，担任南京军区空军政治委员。1989年，由杜玉福接任。1988年，授中国人民解放军中将军衔。